# Phytobia triplicis
Phytobia triplicis este o specie de muște din genul Phytobia, familia Agromyzidae, descrisă de Zlobin în anul 2002.
Este endemică în Myanmar. Conform Catalogue of Life specia Phytobia triplicis nu are subspecii cunoscute.